# Sociedade Esportiva Juventude
El Sociedade Esportiva Juventude es un equipo de fútbol de Brasil que juega en el Campeonato Maranhense, la primera división del estado de Maranhão; y en el Campeonato Brasileño de Serie D, la cuarta división nacional.

## Historia
Fue fundado el 14 de julio de 1979 en la ciudad de Caxias en el estado de Maranhao, pero fue hasta 1995 que lograron participar por primera vez en una competición nacional en el Campeonato Brasileño de Serie C, la tercera categoría de Brasil, en donde fue eliminado en la primera ronda y terminó en el lugar 96 entre 107 equipos.
El club estuvo inactivo por diez años, hasta que regresó a competir en el Campeonato Maranhense de Segunda División de 2005, torneo en el cual logró ser subcampeón y regresó a la primera división. En el Campeonato Maranhense de 2006, ocupó la última posición, tras conseguir 14 puntos en 18 partidos jugados, perdiendo así la categoría. Volvió a disputar el Campeonato Maranhense de Segunda División en 2008, sin embargo no pudo ascender.
El club volvió a estar inactivo por otros diez años hasta que regresó a la competición en el 2018 como equipo de la segunda división estatal. Al año siguiente fue campeón de la segunda categoría estatal y también ganó la Copa FMF por primera vez venciendo en la final al Maranhao AC. Con esos logros pudo volver al Campeonato Maranhense tras 14 años y la clasificación por primera vez al Campeonato Brasileño de Serie D, lo que fue su retorno a los torneos nacionales tras 25 años.
En su debut en la Serie D de 2020 fue ubicado en el grupo 2, en el cual se ubicó en la cuarta posición de ocho equipos, accediendo así a la segunda fase. En dicha fase eliminó en tanda de penales al Bragantino de Pará. En los octavos de final su rival fue Floresta del estado de Ceará, equipo con el que perdió 4-2 en el marcador global, terminando su participación en el puesto 15 entre 68 equipos. En el Campeonato Maranhense de 2020 logró terminar en tercera posición, con lo cual volvió a clasificar a la Serie D del año siguiente y por primera vez a la Copa de Brasil.
En el comienzo de la temporada 2021, quedó eliminado en la primera ronda de la Copa de Brasil tras perder 2-0 de local ante Operário Ferroviário, por otro lado, quedó cuarto en el Campeonato Maranhense. En su segunda participación en la Serie D, fue ubicado nuevamente el grupo 2, aunque esta vez quedó en séptima posición de ocho equipos, no pudiendo acceder a la siguiente fase. A finales de año terminó subcampeón de la Copa FMF, con lo cual clasificó a la Serie D del año siguiente, después de que el campeón de la copa, Tuntum, decidiese participar de la Copa de Brasil, dejando el cupo a la Serie D al Juventude.
Su comienzo de temporada en 2022 fue desastroso, ya que perdió la categoría en el Campeonato Maranhense, tras perder sus 6 primeros partidos disputados en el torneo, incluyendo 3 goleadas, una de ellas por 7-3 ante São José, de la cual la Federação Maranhense de Futebol (FMF) decidió abrir una investigación por un supuesto arreglo de los jugadores del equipo. En la última fecha, logró una sorpresiva victoria 2-0 de local ante Tuntum, decretando así el también descenso de este último equipo. En la Serie D integró el grupo 2, donde ocupó el cuarto puesto de ocho equipos, avanzando así sorpresivamente a la siguiente fase. En la segunda fase se enfrentó al Amazonas FC, cayendo eliminado tras perder 2-1 en el global.

## Palmarés
- Campeonato Maranhense Serie B: 1

2019
- Copa FMF: 1

2019